# Herrarnas 110 meter häck vid världsmästerskapen i friidrott 2022
Herrarnas 110 meter häck vid världsmästerskapen i friidrott 2022 avgjordes mellan den 16 och 17 juli 2022 på Hayward Field i Eugene i USA.
Amerikanska Grant Holloway tog sitt andra raka VM-guld på 110 meter häck efter ett lopp på 13,03 sekunder. Hans landsman Trey Cunningham tog silver efter ett lopp på 13,08 sekunder, vilket var hans första internationella medalj. Bronset togs av spanska Asier Martínez som satte ett nytt personbästa på 13,17 sekunder. Två tunga favoriter försvann inför finalen - regerande olympiska mästaren Hansle Parchment kände av en skada och avstod finalen och årets statistik-etta Devon Allen tjuvstartade och diskades därmed.

## Rekord
Innan tävlingens start fanns följande rekord:
| Rekord                                         | Idrottare              | Tid   | Plats                     | Datum            |
| ---------------------------------------------- | ---------------------- | ----- | ------------------------- | ---------------- |
| Världsrekord                                   | Aries Merritt (USA)    | 12,80 | Bryssel, Belgien          | 7 september 2012 |
| Mästerskapsrekord                              | Colin Jackson (GBR)    | 12,91 | Stuttgart, Tyskland       | 20 augusti 1993  |
| Världsårsbästa                                 | Devon Allen (USA)      | 12,84 | New York, USA             | 12 juni 2022     |
| Afrikanskt rekord                              | Antonio Alkana (RSA)   | 13,11 | Prag, Tjeckien            | 5 juni 2017      |
| Asiatiskt rekord                               | Liu Xiang (CHN)        | 12,88 | Lausanne, Schweiz         | 11 juli 2006     |
| Nord-, centralamerikanskt och karibiskt rekord | Aries Merritt (USA)    | 12,80 | Bryssel, Belgien          | 7 september 2012 |
| Sydamerikanskt rekord                          | Rafael Pereira (BRA)   | 13,17 | Rio de Janeiro, Brasilien | 23 juni 2022     |
| Europeiskt rekord                              | Colin Jackson (GBR)    | 12,91 | Stuttgart, Tyskland       | 20 augusti 1993  |
| Oceaniskt rekord                               | Kyle Vander-Kuyp (AUS) | 13,29 | Göteborg, Sverige         | 11 augusti 1995  |

## Program
Alla tider är lokal tid (UTC−7).
| Datum   | Tid   | Omgång      |
| ------- | ----- | ----------- |
| 16 juli | 11:25 | Försöksheat |
| 17 juli | 17:05 | Semifinaler |
| 17 juli | 19:30 | Final       |

## Resultat

### Försöksheat
De fyra första i varje heat 0Q0 samt de fyra snabbaste tiderna 0q0 kvalificerade sig för semifinalerna.
Vind:
Heat 1: -0,5 m/s, Heat 2: +0,4 m/s, Heat 3: -0,3 m/s, Heat 4: +0,2 m/s, Heat 5: +0,4 m/s
| Placering | Heat | Namn                    | Nationalitet     | Tid   | Noteringar |
| --------- | ---- | ----------------------- | ---------------- | ----- | ---------- |
| 1         | 2    | Grant Holloway          | USA              | 13,14 | 0Q0        |
| 2         | 4    | Hansle Parchment        | Jamaica          | 13,17 | 0Q0        |
| 3         | 4    | Rafael Pereira          | Brasilien        | 13,23 | 0Q0        |
| 4         | 1    | Trey Cunningham         | USA              | 13,28 | 0Q0        |
| 5         | 4    | Just Kwaou-Mathey       | Frankrike        | 13,32 | 0Q0        |
| 6         | 1    | Rasheed Broadbell       | Jamaica          | 13,36 | 0Q0        |
| 7         | 3    | Asier Martínez          | Spanien          | 13,37 | 0Q0        |
| 8         | 2    | Damian Czykier          | Polen            | 13,37 | 0Q0        |
| 9         | 2    | Joshua Zeller           | Storbritannien   | 13,41 | 0Q0        |
| 10        | 3    | Amine Bouanani          | Algeriet         | 13,44 | 0Q0        |
| 11        | 1    | Andrew Pozzi            | Storbritannien   | 13,45 | 0Q0        |
| 12        | 2    | Eduardo Rodrigues       | Brasilien        | 13,46 | 0Q0        |
| 13        | 4    | Shane Brathwaite        | Barbados         | 13,47 | 0Q0        |
| 14        | 5    | Devon Allen             | USA              | 13,47 | 0Q0        |
| 15        | 3    | Sasha Zhoya             | Frankrike        | 13,48 | 0Q0        |
| 16        | 1    | Jason Joseph            | Schweiz          | 13,49 | 0Q0        |
| 17        | 1    | Pascal Martinot-Lagarde | Frankrike        | 13,49 | 0q0        |
| 18        | 2    | Nicholas Hough          | Australien       | 13,51 | 0q0        |
| 19        | 5    | Milan Trajkovic         | Cypern           | 13,52 | 0Q0        |
| 20        | 3    | Shuhei Ishikawa         | Japan            | 13,53 | 0Q0        |
| 21        | 3    | Orlando Bennett         | Jamaica          | 13,55 | 0q0        |
| 22        | 5    | Shunsuke Izumiya        | Japan            | 13,56 | 0Q0        |
| 23        | 5    | David King              | Storbritannien   | 13,57 | 0Q0        |
| 24        | 4    | Enrique Llopis          | Spanien          | 13,58 | 0q0        |
| 25        | 2    | Xie Wenjun              | Kina             | 13,58 |            |
| 26        | 1    | Mikdat Sevler           | Turkiet          | 13,61 |            |
| 27        | 5    | Antonio Alkana          | Sydafrika        | 13,64 |            |
| 28        | 1    | Peter Svoboda           | Tjeckien         | 13,65 |            |
| 29        | 2    | Louis François Mendy    | Senegal          | 13,70 |            |
| 30        | 4    | Rachid Muratake         | Japan            | 13,73 |            |
| 31        | 3    | Rasheem Brown           | Caymanöarna      | 13,78 |            |
| 32        | 3    | Gregor Traber           | Tyskland         | 13,81 |            |
| 33        | 5    | Wellington Zaza         | Liberia          | 13,81 |            |
| 34        | 2    | Chen Kuei-ru            | Kinesiska Taipei | 13,82 |            |
| 35        | 4    | Elmo Lakka              | Finland          | 13,91 |            |
| 36        | 4    | Chris Douglas           | Australien       | 13,95 |            |
| 37        | 1    | Jérémie Lararaudeuse    | Mauritius        | 14,19 |            |
| 38        | 5    | Richard Diawara         | Mali             | 14,35 |            |
| 37        | 3    | Daniel Roberts          | USA              | 0DSQ0 | TR22.6.2   |
| 37        | 5    | Gabriel Constantino     | Brasilien        | 0DSQ0 | TR22.6.2   |

### Semifinaler
De två första i varje heat 0Q0 samt de två snabbaste tiderna 0q0 kvalificerade sig för finalen.
Vind:
Heat 1: -0,6 m/s, Heat 2: +0,3 m/s, Heat 3: +2,5 m/s
| Placering | Heat | Namn                    | Nationalitet   | Tid   | Noteringar |
| --------- | ---- | ----------------------- | -------------- | ----- | ---------- |
| 1         | 1    | Grant Holloway          | USA            | 13,01 | 0Q0, 0SB0  |
| 2         | 3    | Hansle Parchment        | Jamaica        | 13,02 | 0Q0        |
| 3         | 2    | Trey Cunningham         | USA            | 13,07 | 0Q0        |
| 4         | 3    | Devon Allen             | USA            | 13,09 | 0Q0        |
| 5         | 3    | Shane Brathwaite        | Barbados       | 13,21 | 0q0        |
| 6         | 3    | Damian Czykier          | Polen          | 13,22 | 0q0        |
| 7         | 3    | Just Kwaou-Mathey       | Frankrike      | 13,25 |            |
| 8         | 2    | Asier Martínez          | Spanien        | 13,26 | 0Q0, 0SB0  |
| 9         | 2    | Rasheed Broadbell       | Jamaica        | 13,27 |            |
| 10        | 1    | Joshua Zeller           | Storbritannien | 13,31 | 0Q0        |
| 11        | 3    | Andrew Pozzi            | Storbritannien | 13,35 |            |
| 12        | 1    | Amine Bouanani          | Algeriet       | 13,37 | 0NR0       |
| 13        | 2    | Pascal Martinot-Lagarde | Frankrike      | 13,40 | 0SB0       |
| 14        | 2    | Shunsuke Izumiya        | Japan          | 13,42 |            |
| 15        | 3    | Nicholas Hough          | Australien     | 13,42 |            |
| 16        | 3    | Enrique Llopis          | Spanien        | 13,44 |            |
| 17        | 1    | Rafael Pereira          | Brasilien      | 13,46 |            |
| 18        | 1    | Sasha Zhoya             | Frankrike      | 13,47 |            |
| 19        | 2    | Milan Trajkovic         | Cypern         | 13,49 |            |
| 20        | 2    | David King              | Storbritannien | 13,51 |            |
| 21        | 2    | Eduardo Rodrigues       | Brasilien      | 13,62 |            |
| 22        | 1    | Orlando Bennett         | Jamaica        | 13,67 |            |
| 23        | 1    | Jason Joseph            | Schweiz        | 13,67 |            |
| 24        | 1    | Shuhei Ishikawa         | Japan          | 13,68 |            |

### Final
Finalen startade den 17 juli klockan 19:30.
| Placering | Bana | Namn             | Nationalitet   | Tid   | Noteringar |
| --------- | ---- | ---------------- | -------------- | ----- | ---------- |
| 1         | 4    | Grant Holloway   | USA            | 13,03 |            |
| 2         | 6    | Trey Cunningham  | USA            | 13,08 |            |
| 3         | 8    | Asier Martínez   | Spanien        | 13,17 | 0PB0       |
| 4         | 2    | Damian Czykier   | Polen          | 13,32 |            |
| 5         | 7    | Joshua Zeller    | Storbritannien | 13,33 |            |
|           | 1    | Shane Brathwaite | Barbados       | 0DSQ0 |            |
|           | 3    | Devon Allen      | USA            | 0DSQ0 |            |
|           | 5    | Hansle Parchment | Jamaica        | 0DNS0 |            |